# 蒂邁雅
蒂邁雅，PB，DSO（ಕೊದಂಡೇರ ಸುಬ್ಬಯ್ಯ ತಿಮ್ಮಯ್ಯ，1906年3月30日—1965年12月17日）印度軍人。韓戰結束後，任中立國遣返委員會主席。1957年至1961年間擔任印度陸軍參謀長。他從印度陸軍退休後，出任聯合國駐塞浦路斯維持和平部隊司令。1965年因心臟病發在塞浦路斯逝世。